# 隆兴寺铁塔
隆兴寺铁塔位于中国山东省聊城市东昌府区小礼拜寺路原护国隆兴寺内，2006年被列为第六批全国重点文物保护单位。
隆兴寺铁塔始建于宋，明永乐年间倒塌，成化二年（1466年）重立。塔由地宫、塔座、塔身、塔刹组成，高18.5米。地宫为石室，深0.8米，南北0.86米，东西0.62米。塔座高3米，石砌，平面呈正方形，须弥座式。塔身高15.5米，生铁分层铸就，逐层叠装，内部中空，共十二层，平面呈八角形。塔刹为仰莲葫芦宝瓶式。